# Aleksej Mikhajlovitj af Rusland
Aleksej Mikhajlovitj Romanov (russisk: Алексей Михайлович, tr. Aleksej Mikhajlovitj; født 9. marts 1629, død 29. januar 1676) var zar af Rusland fra 1645 til 1676.
Aleksej tilhørte Huset Romanov og var søn af zar Mikhail I. Aleksej tiltrådte som zar som 16-årig efter faderens død 23. juli 1645, med bojaren Boris Morozov som formynder. Morozov var upopulær, og blev beskyldt for trolddom. I 1648 rejste folket sig imod ham, og han måtte drage i eksil.
Aleksej var en dygtigere og stærkere regent end faderen og arbejdede energisk på at styrke forbindelserne til Vesten. Under hans styre fik Rusland overtaget over Polen-Litauen ved at støtte det ukrainske oprør og løsrivelse, hvorefter Ukraine blev indlemmet i Zar-Rusland i 1667. Ligesom faderen var han godmodig og tolerant, men kunne undertiden forfalde til hidsighed og brutalitet, både herved og ved sin reformiver minder han om sønnen Peter den Store. Hans senere år prægedes af kosakhøvdingen Stenka Rasins store opstand, der blev slået ned 1670.
Han efterfulgtes i 1676 af sin ældste søn Fjodor 3.